# リヴァースフロー (ジェットエンジン)
ジェットエンジンにおけるリヴァースフロー(reverse flow type combustion chamber)とは燃焼室の1形態である。反転式燃焼室とも呼ばれる。

## 構造
燃焼行程において空気と燃料を混合して完全に燃料を燃焼させるためには燃焼器に一定の長さが必要となる。燃焼器が短すぎると燃焼が不完全になり、黒煙が発生する。
所定の長さを確保するために2通りの方法があるが、いずれも一旦気流を逆向きにして迂回させるという共通点を持つ。
1つ目は圧縮機の前方に迂回させる方法で、前に回った空気が再び後ろを向くと燃料を噴射して高温のガスを生成する。燃焼室の向きそのものは普通であるため燃焼ガスは反転せずにタービンへと向かう。
2つ目はタービンの後方に迂回させるもので、前後逆の燃焼室を持つ。このため燃焼ガスを反転させてからタービンに向かわせる。

## 歴史
ジェットエンジンの歴史とともに始まったと言ってもいい手法であり、現在の航空用ジェットエンジンの始祖フランク・ホイットルの開発したパワージェットW.1やハンス・フォン・オハインが開発しHe 178に搭載され世界で初めて単独飛行に成功したターボジェットエンジンであるハインケル HeS 3等に採用された方法である。これらは遠心式圧縮機の前方に空気を迂回させる方法を採用していた。なお燃焼室の形態はW.1ではカン型、HeS 3ではアニュラ型を採用していた。
しかしいくつかの利点はあるものの後述の欠点により幅広い採用には至らず、世界で初めて実用化されたターボジェットエンジンであるドイツのユンカース ユモ 004やBMW 003は通常形態の燃焼室を用い、HeS 3から発展する形で開発されJumo 004やBMW 003より先に実用を狙った(結局失敗し実用にならなかったが)ハインケル HeS 8もリヴァースフローは採用しなかった。イギリスでも最初の実用機となったロールス・ロイス ウェランドではリヴァースフローが採用されたものの、それ以降に実用化されたデ・ハビランド ゴブリンやロールス・ロイス ダーウェント等では通常形態の燃焼室が採用されている。

## 利点と欠点
通常の形式では圧縮機とタービンの間に燃焼室が配置されるのに対し、この形態ではその外側に燃焼室を配置するためタービンと圧縮機の間隔を広げる必要が無くなり、全長を短縮できるのが利点である。全長を短縮できる事で回転軸を短縮でき、共振周波数が高まり、剛性が高まり、軽量化に繋がる。反面、気流を外側へと迂回させる形で反転させるため効率の低下が生じ、外径が大きくなる。また燃焼室の形態が複雑になり、部品点数も多くなるという欠点もある。

## 実用
全長が短くできるという利点から、小型のターボプロップエンジンやターボシャフトエンジンにおいては比較的多く見られる。ターボジェットエンジンにおいての実用例は黎明期に開発されたものの一部を除きほぼ見られないが、一部の小型のターボファンエンジンに採用されるケースは現在でも存在する。大型エンジンにおいてはデメリットが上回るのか実用機で採用されているケースは無い。ラジアルタービンとの相性が比較的良い為、標的機等の一部の無人機や誘導弾用のエンジンでも採用される。

## リヴァースフロー式燃焼室を採用する主な機種
- HF120
- チュルボメカ TM 333
- チュルボメカ アリウス
- ロールス・ロイス/チュルボメカ RTM322
- プラット・アンド・ホイットニー・カナダ PT6
- プラット・アンド・ホイットニー・カナダ JT15D
- プラット・アンド・ホイットニー・カナダ PW100
- ギャレット TPE331